# Miloslav Hořava (1982)
Miloslav Hořava (* 27. listopad 1982, Kladno) je bývalý český lední hokejista. Hrál na postu útočníka, v Extralize odehrál bezmála čtyři sta utkání. Od roku 2018 do konce sezóny 2020/2021 nastupoval v nižších německých soutěžích. V sezóně 2021/2022 začal trénovat žáky v Kladně. Jeho otec je bývalý československý a český reprezentant a trenér Miloslav Hořava.

## Hráčská kariéra
- 2001/2002 – HC Vagnerplast Kladno (E), HC Medvědi Beroun 1933 (1. liga)
- 2002/2003 – HC Energie Karlovy Vary (E),HC Vagnerplast Kladno (1. liga)
- 2003/2004 – HC Rabat Kladno (E), HC Medvědi Beroun 1933 (1. liga)
- 2004/2005 – HC Rabat Kladno (E), HC Medvědi Beroun 1933 (1. liga)
- 2005/2006 – MODO Hockey (Švédsko)
- 2006/2007 – MODO Hockey (Švédsko)
- 2007/2008 – Severstal Čerepovec (Rusko) (KHL)
- 2008/2009 – Metallurg Novokuzněck (Rusko) (KHL)
- 2009/2010 – Metallurg Novokuzněck (Rusko) (KHL)
- 2010/2011 – Bílí Tygři Liberec (E)
- 2011/2012 – Rytíři Kladno (E), HC Servette Ženeva (Švýcarsko), HC Oceláři Třinec (E)
- 2012/2013 – HC Kometa Brno (E) hostování do října, Rytíři Kladno (E) od ledna 2013
- 2013/2014 – Rytíři Kladno
- 2014/2015 – Rytíři Kladno – (1. liga), HC Verva Litvínov (E)
- 2015/2016 – HC Verva Litvínov (E)
- 2016/2017 – HC Verva Litvínov (E)
- 2017/2018 – HC Verva Litvínov (E)
- 2018/2019 – EV Landshut (Německo) (3. nejvyšší)
- 2019/2020 – EV Moosburg (Německo) (5. nejvyšší)
- 2020/2021 – EV Moosburg (Německo) (5. nejvyšší)